# Oreschnik (Rakete)
Die Oreschnik (russisch Орешник ‚Haselstrauch‘, NATO-Bezeichnung SS-X-34) ist eine mobile Mittelstreckenrakete aus russischer Produktion, deren Existenz erstmals im November 2024 im Rahmen eines Einsatzes gegen die Ukraine bekannt wurde.

## Entwicklung
Über die Entwicklung der Oreschnik ist wenig bekannt, sie begann vermutlich in den 2010er-Jahren im Rahmen des Programms Kedr (russisch für Zeder). Auch Teile mit Seriennummern aus dem Jahr 2017 weisen auf eine Entwicklung der Rakete ab 2010 hin. Der erste Teststart erfolgte im Oktober 2023 auf dem Testgelände Kapustin Jar. Ein zweiter Teststart wurde im Juni 2024 am selben Ort durchgeführt. Der dritte Start erfolgte im Kontext des russischen Angriffs auf die Ukraine bei einem Angriff auf die ukrainische Stadt Dnipro. Laut Angaben aus US-amerikanischen Sicherheitskreisen besaß Russland bis November 2024 nur eine geringe Stückzahl und die Rakete befinde sich noch in der Testphase. Die Oreschnik ist eine russische Mittelstreckenrakete, deren Entwicklung unter dem nicht mehr in Kraft befindlichen INF-Vertrag verboten war.

## Technik
Die Oreschnik stellt vermutlich eine Weiterentwicklung der Interkontinentalrakete RS-26 Rubesch dar, welche ihrerseits auf der RS-24 Jars basiert. Rüstungsexperten zufolge sei die Oreschnik mit der RS-26 zu 80 bis 90 Prozent identisch. Weiter vermeldete das ukrainische Fachportal Defense Express, dass es in der russischen Rüstungsindustrie gängig ist, dieselbe Waffe doppelt zu benennen. Die Oreschnik ist eine zweistufige Mittelstreckenrakete mit Feststoffraketentriebwerken. Dabei wird vermutlich die erste Raketenstufe der RS-24/26 sowie eine abgeänderte zweite Raketenstufe mit einem neuen Wiedereintrittskörperträger verwendet. Der Transport und Raketenstart erfolgt ab einem LKW vom Typ MZKT-79291. Ausgerüstet ist die Rakete mit bis zu sechs MIRV-Gefechtsköpfen, welche auf individuellen ballistischen Flugbahnen ihre Ziele ansteuern. Jeder einzelne MIRV-Gefechtskopf kann vermutlich mit bis zu sechs Stück Streumunition mit einem Gewicht von 20–50 kg beladen werden, so dass eine Rakete 36 Stück Streumunition gegen sechs Ziele einsetzen kann. Weiter wird über eine Beladung mit MaRV-Gefechtsköpfen oder mit Streumunition mit einem Gewicht von jeweils von 50, 125 oder 250 kg spekuliert. Die Nutzlast der Rakete wird auf 1.200–1.500 kg geschätzt. Die Rakete soll in der Endphase eine Geschwindigkeit von Mach 10 bzw. 12.300 km/h erreichen, was in etwa der typischen Geschwindigkeit einer modernen Mittelstreckenrakete entspricht. Gemäß ersten Auswertungen nach dem Einsatz vom 21. November 2024 wird der Streukreisradius (CEP) der Oreschnik auf 90–250 m geschätzt.

## Kriegseinsatz
Die Oreschnik wurde erstmals am 21. November 2024 gegen eine Anlage des ukrainischen Unternehmens Piwdenmasch in der Stadt Dnipro eingesetzt, das dort nach russischen Angaben auch Rüstungsgüter herstellen soll. Laut ukrainischen Angaben wurde die Rakete aus der Oblast Astrachan gestartet. Ukrainisches Bildmaterial zeigt den Einschlag von sechs mal sechs Mehrfachsprengköpfen ohne Explosionen; es wird vermutet, dass lediglich Übungsmunition ohne Sprengstoff eingesetzt wurde. Der durch den Einsatz entstandene Materialschaden in Dnipro ist ausschließlich auf die kinetische Energie der Gefechtsköpfe zurückzuführen. Der Einsatz sollte somit vor allem eine politische Signalwirkung haben, der Einsatz ergab militärisch keinen Sinn. Er war aus Propagandagründen angeordnet worden. Zur Inszenierung gehörte das offene Mikrofon von Marija Sacharowa. Die Genauigkeit war begrenzt. Dem russischen Präsidenten Wladimir Putin zufolge erfolgte der russische Raketenangriff als Reaktion auf den ukrainischen Einsatz US-amerikanischer ATACMS-Raketen sowie britischer Storm-Shadow-Marschflugkörper gegen militärische Ziele in Westrussland. Rund 30 Minuten vor dem Einsatz benachrichtigte Russland die USA, wie es im Rahmen des Nuclear risk reduction channel üblich ist, damit diese den Start der Rakete nicht mit einem Start einer Interkontinentalrakete (die für einen Nuklearschlag konzipiert sind) bzw. nicht mit einem Angriff gegen sich verwechseln.